# Virginia Ruzici
Virginia Ruzici, född 31 januari 1955 i Câmpia Turzii, Rumänien, rumänsk högerhänt professionell tennisspelare. Hon rankades bland världens 20 bästa singelspelare 1977-83. Under karriären vann hon 15 singeltitlar varav en Grand Slam (GS)-titel. Hon vann också 9 dubbeltitlar inklusive en GS-titel.

## Tenniskarriären
Virginia Ruzici blev professionell spelare på Virginia Slims Circuit 1975 och spelade internationell tävlingstennis på touren fram till 1987. Ruzicis framgångsrikaste säsong blev den 1978. Hon nådde då alla tre finaler i Franska öppna. I singelfinalen mötte hon det föregående årets mästare, Mima Jausovec som hon besegrade med 6-2, 6-2. Hon vann dubbelfinalen tillsammans med Jausovec. I finalen besegrade de paret Lesley Turner Bowrey/Gail Sherriff Lovera med 5-7, 6-4, 8-6. Ruzici spelade också final i mixed dubbel. Samma säsong vann hon ytterligare fyra singel- och två dubbeltitlar, inklusive dubbeltiteln i Italienska öppna. Hon nådde också kvartsfinal i singel i Wimbledonmästerskapen och US Open. 
Hon var också framgångsrik 1980, och vann detta år tre singelsegrar. Hon spelade dessutom singelfinal i Franska öppna. Den förlorade hon mot Chris Evert med 0-6 3-6.    
Virginia Ruzici deltog i det rumänska Fed Cup-laget 1973-76, 1978, 1980 och 1983. Hon spelade totalt 38 matcher av vilka hon vann 25. I maj 1974 spelade det rumänska laget mot ett lag från Sverige i ett andrarondsmöte. I dubbelmatchen spelade Ruzici tillsammans med Mariana Simionescu. Paret besegrade det svenska paret Christina Sandberg/Mimmi Wikstedt (7-5 6-4). Rumänien vann hela mötet med 2-1 i matcher.

## Personen och spelaren
Virginia Ruzici beskrivs i Hedges encyklopedi som en naturbegåvning med goda volleyslag. Hon är också känd för sin kraftfulla forehand. 

## Grand Slam-titlar
- Franska öppna
  - Singel - 1978
  - Dubbel - 1978

## Övriga titlar
- Singel
  - 1985 - Bregenz; 1983 - Swedish Open, Detroit; 1982 - Amerikanska grusmästerskapen, Monte Carlo; 1980 - Swedish Open, Austrian Open, Swiss Open; 1978 - Austrian Open, Swiss Open, European Open, Brighton 1977 - St. Petersburg.

- Dubbel
  - 1985 - Bregenz; 1983 - Amerikanska grusmästerskapen, Italienska öppna; 1981 - Amerikanska grusmästerskapen; 1978 - Italienska öppna, Hamburg.